# Melanerpes carolinus
El Carpintero de Carolina (Melanerpes carolinus) es una especie de ave piciforme, perteneciente a la familia Picidae, subfamilia Picinae, del género Melanerpes.

## Localización
Esta especie de ave se localizan en el sur de Canadá, noreste de Estados Unidos, hasta el sur (en la Florida).